# 安田栄作
安田 栄作（やすだ えいさく、1930年 - ）は日本の大蔵官僚。

## 来歴
静岡県興誠商業学校卒業。1947年10月 浜松税務署に入署。1949年12月より大蔵省主計局で勤務。1960年7月1日 医療金融公庫へ出向。
1971年7月 主計局総務課長補佐（予算総括係主査）。1976年7月 主計局主計官補佐（大蔵係主査）。1977年7月4日 主計局総務課予算分析管理室長。1978年7月1日 主計局主計監査官。1980年3月31日 退官。退官後は医療金融公庫経理部長となった。

## 略歴
- 1947年10月：浜松税務署に入署[1]。
- 1949年12月：大蔵省主計局[1]。
- 1960年7月1日：医療金融公庫。
- 1964年7月：主計局農林第二係長[3]。
- 1966年7月：主計局予算総括第二係長[4]。
- 1967年7月：主計局予算総括第一係長[5]。
- 1969年7月：主計局労働係長[6]。
- 1971年7月：主計局総務課長補佐（予算総括係主査）[1]。
- 1976年7月：主計局主計官補佐（大蔵係主査）。
- 1977年7月4日：主計局総務課予算分析管理室長。
- 1978年7月1日：主計局主計監査官。
- 1980年3月31日：退官。

## 人物
- サッパリとした性格の持ち主とされている[1]。
- 主計局労働係長時代に徹夜勤務の際にはラーメンを振る舞っていた。十分に煮たラーメンで中にサケ缶が入っていたという[2]。